# Asparagoideae

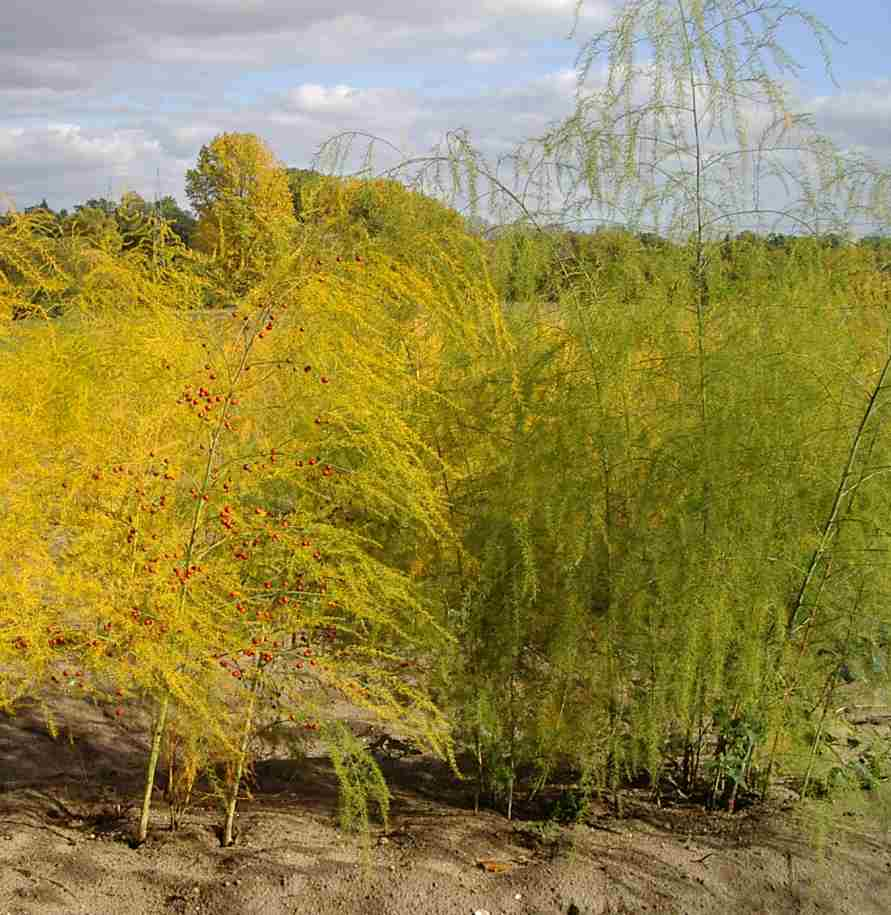
Hábito de Asparagus officinalis.

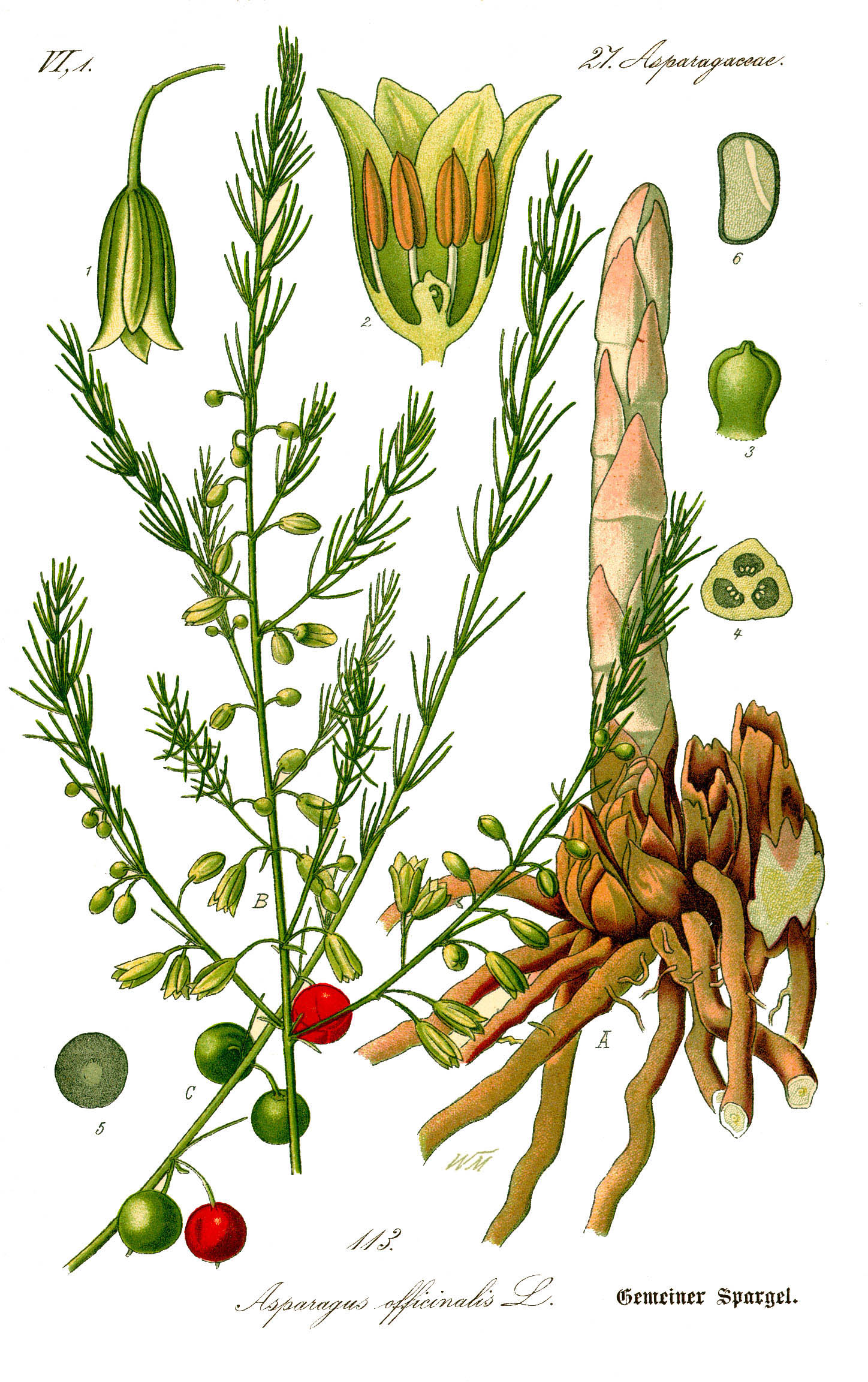
IAsparagus officinalis (ilustração).

Asparagoideae é uma subfamília de monocotiledóneas da família Asparagaceae, que contém apenas dois géneros (Asparagus com 160–290 espécies e Hemiphylacus com 5 espécies). As espécies que constituem a subfamília têm distribuição natural ampla no Paleártico, com algumas espécies isoladas em África, na Australásia e no México (género Hemiphylacus). As espécies mais conhecidas pertencem ao género Asparagus, merecendo destaque a espécie Asparagus officinalis (os espargos), que para além de ser uma importante cultura hortícola inclui variedades ornamentais, especialmente como planta de interior.

## Descrição
Os membros da subfamília Asparagoideae são plantas perenes, herbáceas ou lenhosas, por vezes arbustos ou lianas. Em muitas espécies, as folhas são reduzidas e os caules assumem a tarefa de fotossíntese. As espécies herbáceas perenes têm rizomas como órgãos de persistência. Se existirem folhas, estas são alternadas, simples, inteiras e com nervuras paralelas. As folhas são frequentemente escamosas e membranosas. Não apresentam estípulas.
As flores ocorrem individualmente ou em inflorescências de diversos tipos. As flores são trímeras, relativamente pequenas, hermafroditas ou unissexuais. Se as flores forem unissexuais, essas espécies podem ser unissexuadas (monoicas) ou dioicas. Apresentam seis brácteas idênticas, com coloração verde, brancas ou amarela. Existem dois verticilos com três estames cada. Os estames são livres, nalguns casos fundidos com a base das brácteas. Nas flores hermafroditas e masculinas, todos os estames são férteis. As flores femininas têm estaminódios e nectários septais. Os três carpelos são fundidos num ovário súpero. O estilete é tão longo quanto o ovário.
O fruto são bagas.

## Filogenia e sistemática

### Filogenia
A árvore filogenética das Asparagales 'nucleares', incluindo aquelas famílias que foram reduzidas ao estatuto de subfamílias, é a que se mostra abaixo. O grupo inclui as duas maiores famílias da ordem, isto é, aqueles com maior número de espécies, as Amaryllidaceae e as Asparagaceae. Nesta circunscrição taxonómica a família Amaryllidaceae é o grupo irmão da família Asparagaceae. Na presente circunscrição taxonómica da família Asparagaceae, a subfamília Asparagoideae (as antigas Asparagaceae sensu stricto) constitui um clado com as Nolinoideae (as antigas Ruscaceae), que por sua vez é o grupo irmão das Lomandroideae (as ex-Laxmanniaceae).
|  | Agapanthoideae (= Agapanthaceae)                                                                          |
|  | |
|  | \| \| Allioideae (= Alliaceae s.s.) \| \| \| \| \| \| Amaryllidoideae (= Amaryllidaceae s.s.) \| \| \| \| |
|  | |
|  | Allioideae (= Alliaceae s.s.)                                                                             |
|  | |
|  | Amaryllidoideae (= Amaryllidaceae s.s.)                                                                   |
|  | |

|  | Allioideae (= Alliaceae s.s.)           |
|  |                                         |
|  | Amaryllidoideae (= Amaryllidaceae s.s.) |
|  |                                         |

|  | Aphyllanthoideae (= Aphyllanthaceae)                                                            |
|  |                                                                                                 |
|  | \| \| Brodiaeoideae (= Themidaceae) \| \| \| \| \| \| Scilloideae (= Hyacinthaceae) \| \| \| \| |
|  |                                                                                                 |
|  | Brodiaeoideae (= Themidaceae)                                                                   |
|  |                                                                                                 |
|  | Scilloideae (= Hyacinthaceae)                                                                   |
|  |                                                                                                 |

|  | Brodiaeoideae (= Themidaceae) |
|  |                               |
|  | Scilloideae (= Hyacinthaceae) |
|  |                               |

|  | Aphyllanthoideae (= Aphyllanthaceae)                                                            |
|  |                                                                                                 |
|  | \| \| Brodiaeoideae (= Themidaceae) \| \| \| \| \| \| Scilloideae (= Hyacinthaceae) \| \| \| \| |
|  |                                                                                                 |
|  | Brodiaeoideae (= Themidaceae)                                                                   |
|  |                                                                                                 |
|  | Scilloideae (= Hyacinthaceae)                                                                   |
|  |                                                                                                 |

|  | Brodiaeoideae (= Themidaceae) |
|  |                               |
|  | Scilloideae (= Hyacinthaceae) |
|  |                               |

|  | Lomandroideae (= Laxmanniaceae)                                                                   |
|  |                                                                                                   |
|  | \| \| Asparagoideae (= Asparagaceae s.s.) \| \| \| \| \| \| Nolinoideae (= Ruscaceae) \| \| \| \| |
|  |                                                                                                   |
|  | Asparagoideae (= Asparagaceae s.s.)                                                               |
|  |                                                                                                   |
|  | Nolinoideae (= Ruscaceae)                                                                         |
|  |                                                                                                   |

|  | Asparagoideae (= Asparagaceae s.s.) |
|  |                                     |
|  | Nolinoideae (= Ruscaceae)           |
|  |                                     |

|  | Aphyllanthoideae (= Aphyllanthaceae)                                                            |
|  |                                                                                                 |
|  | \| \| Brodiaeoideae (= Themidaceae) \| \| \| \| \| \| Scilloideae (= Hyacinthaceae) \| \| \| \| |
|  |                                                                                                 |
|  | Brodiaeoideae (= Themidaceae)                                                                   |
|  |                                                                                                 |
|  | Scilloideae (= Hyacinthaceae)                                                                   |
|  |                                                                                                 |

|  | Brodiaeoideae (= Themidaceae) |
|  |                               |
|  | Scilloideae (= Hyacinthaceae) |
|  |                               |

|  | Aphyllanthoideae (= Aphyllanthaceae)                                                            |
|  |                                                                                                 |
|  | \| \| Brodiaeoideae (= Themidaceae) \| \| \| \| \| \| Scilloideae (= Hyacinthaceae) \| \| \| \| |
|  |                                                                                                 |
|  | Brodiaeoideae (= Themidaceae)                                                                   |
|  |                                                                                                 |
|  | Scilloideae (= Hyacinthaceae)                                                                   |
|  |                                                                                                 |

|  | Brodiaeoideae (= Themidaceae) |
|  |                               |
|  | Scilloideae (= Hyacinthaceae) |
|  |                               |

|  | Lomandroideae (= Laxmanniaceae)                                                                   |
|  |                                                                                                   |
|  | \| \| Asparagoideae (= Asparagaceae s.s.) \| \| \| \| \| \| Nolinoideae (= Ruscaceae) \| \| \| \| |
|  |                                                                                                   |
|  | Asparagoideae (= Asparagaceae s.s.)                                                               |
|  |                                                                                                   |
|  | Nolinoideae (= Ruscaceae)                                                                         |
|  |                                                                                                   |

|  | Asparagoideae (= Asparagaceae s.s.) |
|  |                                     |
|  | Nolinoideae (= Ruscaceae)           |
|  |                                     |

|  | Agapanthoideae (= Agapanthaceae)                                                                          |
|  | |
|  | \| \| Allioideae (= Alliaceae s.s.) \| \| \| \| \| \| Amaryllidoideae (= Amaryllidaceae s.s.) \| \| \| \| |
|  | |
|  | Allioideae (= Alliaceae s.s.)                                                                             |
|  | |
|  | Amaryllidoideae (= Amaryllidaceae s.s.)                                                                   |
|  | |

|  | Allioideae (= Alliaceae s.s.)           |
|  |                                         |
|  | Amaryllidoideae (= Amaryllidaceae s.s.) |
|  |                                         |

|  | Aphyllanthoideae (= Aphyllanthaceae)                                                            |
|  |                                                                                                 |
|  | \| \| Brodiaeoideae (= Themidaceae) \| \| \| \| \| \| Scilloideae (= Hyacinthaceae) \| \| \| \| |
|  |                                                                                                 |
|  | Brodiaeoideae (= Themidaceae)                                                                   |
|  |                                                                                                 |
|  | Scilloideae (= Hyacinthaceae)                                                                   |
|  |                                                                                                 |

|  | Brodiaeoideae (= Themidaceae) |
|  |                               |
|  | Scilloideae (= Hyacinthaceae) |
|  |                               |

|  | Aphyllanthoideae (= Aphyllanthaceae)                                                            |
|  |                                                                                                 |
|  | \| \| Brodiaeoideae (= Themidaceae) \| \| \| \| \| \| Scilloideae (= Hyacinthaceae) \| \| \| \| |
|  |                                                                                                 |
|  | Brodiaeoideae (= Themidaceae)                                                                   |
|  |                                                                                                 |
|  | Scilloideae (= Hyacinthaceae)                                                                   |
|  |                                                                                                 |

|  | Brodiaeoideae (= Themidaceae) |
|  |                               |
|  | Scilloideae (= Hyacinthaceae) |
|  |                               |

|  | Lomandroideae (= Laxmanniaceae)                                                                   |
|  |                                                                                                   |
|  | \| \| Asparagoideae (= Asparagaceae s.s.) \| \| \| \| \| \| Nolinoideae (= Ruscaceae) \| \| \| \| |
|  |                                                                                                   |
|  | Asparagoideae (= Asparagaceae s.s.)                                                               |
|  |                                                                                                   |
|  | Nolinoideae (= Ruscaceae)                                                                         |
|  |                                                                                                   |

|  | Asparagoideae (= Asparagaceae s.s.) |
|  |                                     |
|  | Nolinoideae (= Ruscaceae)           |
|  |                                     |

|  | Aphyllanthoideae (= Aphyllanthaceae)                                                            |
|  |                                                                                                 |
|  | \| \| Brodiaeoideae (= Themidaceae) \| \| \| \| \| \| Scilloideae (= Hyacinthaceae) \| \| \| \| |
|  |                                                                                                 |
|  | Brodiaeoideae (= Themidaceae)                                                                   |
|  |                                                                                                 |
|  | Scilloideae (= Hyacinthaceae)                                                                   |
|  |                                                                                                 |

|  | Brodiaeoideae (= Themidaceae) |
|  |                               |
|  | Scilloideae (= Hyacinthaceae) |
|  |                               |

|  | Aphyllanthoideae (= Aphyllanthaceae)                                                            |
|  |                                                                                                 |
|  | \| \| Brodiaeoideae (= Themidaceae) \| \| \| \| \| \| Scilloideae (= Hyacinthaceae) \| \| \| \| |
|  |                                                                                                 |
|  | Brodiaeoideae (= Themidaceae)                                                                   |
|  |                                                                                                 |
|  | Scilloideae (= Hyacinthaceae)                                                                   |
|  |                                                                                                 |

|  | Brodiaeoideae (= Themidaceae) |
|  |                               |
|  | Scilloideae (= Hyacinthaceae) |
|  |                               |

|  | Lomandroideae (= Laxmanniaceae)                                                                   |
|  |                                                                                                   |
|  | \| \| Asparagoideae (= Asparagaceae s.s.) \| \| \| \| \| \| Nolinoideae (= Ruscaceae) \| \| \| \| |
|  |                                                                                                   |
|  | Asparagoideae (= Asparagaceae s.s.)                                                               |
|  |                                                                                                   |
|  | Nolinoideae (= Ruscaceae)                                                                         |
|  |                                                                                                   |

|  | Asparagoideae (= Asparagaceae s.s.) |
|  |                                     |
|  | Nolinoideae (= Ruscaceae)           |
|  |                                     |

### Sistemática
Os resultados dos estudos de genética molecular realizados nas últimas décadas levaram a mudanças significativas da circunscrição taxonómica das famílias dentro da ordem dos Asparagales. A extensão anterior das Asparagaceae, corresponde ao seu actual senso estrito (Asparagaceae s. str.), levou à criação de uma subfamília Asparagoideae inserida na família das Asparagaceae em senso lato. As Asparagoideae foram descritas pela primeira vez em 1837 por Hermann Burmeister no Handbuch der Naturgeschichte. O género tipo é Asparagus L..
A subfamília Asparagoideae contém apenas dois géneros:
- Asparagus L. (sin.: Asparagopsis Kunth, Elachanthera F.Muell., Myrsiphyllum Willd., Protasparagus Oberm.) — com centro de diversidade no Capensis, mas com alguns géneros na Europa, agrupa de 200 a 220 espécies.[5][6]
- Hemiphylacus S.Watson — com 5 espécies, nativas do México. Este género foi durante algumas décadas colocado na subfamília Asphodeloideae da família Asphodelaceae.[7]

As espécies que integram esta subfamília têm distribuição natural na Europa, África e Ásia, com algumas espécies na Australásia e México.
O género Asparagus apresenta pequenas folhas escariformes de consistência semelhante a papel na base dos filocládios, ramos modificados, morfológica e funcionalmente semelhantes a folhas, que assumem o grosso da função fotossintética.
A família Asparagoideae foi reconhecida inicialmente pelo sistema APG III de 2009, com base em considerações morfológicas e de genética molecular. O nome da subfamília deriva do nome genérico do seu género tipo, o género, Asparagus. O grupo tinha sido considerado como uma família autónoma, agora conhecida por Asparagaceae sensu stricto.